# Aschistodon conicus
Aschistodon es un género monotípico de musgos perteneciente a la familia Archidiaceae. Su única especie: Aschistodon conicus, es originaria de Chile.

## Taxonomía
Aschistodon conicus fue descrita por Camille Montagne y publicado en Annales des Sciences Naturelles; Botanique, sér. 3 4: 110. 1845.